# Мусаев, Саадул Исаевич
Саадул Исаевич Мусаев (Саадула Мусаев) (2 ноября 1919, с. Ругуджа, Гунибский округ, Горская республика — 23 ноября 1943, Маяк-Салынский район, Крымская АССР, РСФСР, СССР) — участник Великой Отечественной войны, писарь 3-й стрелковой роты 16-го отдельного стрелкового батальона (83-я морская стрелковая бригада, Отдельная Приморская армия), сержант. По данным составителей книги «Бессмертные подвиги», отнесён к числу лиц, закрывших своим телом амбразуру пулемёта, Герой Советского Союза.

## Биография
Родился 2 ноября 1919 года в Ругудже, в крестьянской семье Исалмусы и Гимбатилай Мусаевых. В 1929 году начал учиться в Ругуджинской неполной средней школе, в 1937 году стал студентом Аварского педагогического училища в Буйнакске. По окончании училища работал в школах селений Чарода и Хиндах.
В 1941 году был мобилизован в трудовую армию на строительство оборонительных рубежей Кавказа, с 1942 года в РККА.
Осенью 1943 года 83-я морская стрелковая бригада принимала участие в Керченско-Эльтигенской десантной операции. В составе бригады писарь 3-й стрелковой роты сержант Мусаев переправился на плацдарм, созданный севернее Керчи, и отличился 22-23 ноября 1943 года в боях за высоту 71.3.
Во время штурма высоты первым поднялся в атаку, увлекая за собой воинов и преодолевая простреливаемую противником полосу. В бою был ранен, несмотря на приказ, отказался покинуть поле боя, по собственной инициативе подобрался к станковому пулемёту и гранатами уничтожил расчёт. В это время огонь другого пулемёта остановил штурмующих высоту бойцов, и сержант Мусаев, истекая кровью, сумел подобраться к нему и также забросал гранатами, но при этом вторично был ранен и сожжён струёй из огнемёта.
Останки героя были похоронены в деревне Баксы.
Указом Президиума Верховного Совета СССР от 16 мая 1944 года за образцовое выполнение боевых заданий командования на фронте борьбы с немецкими захватчиками и проявленные при этом отвагу и геройство сержанту Мусаеву Саадулу Исаевичу присвоено звание Героя Советского Союза посмертно.

## Альтернативная версия
Начиная с 2000-х годов в крымскотатарской периодике аварец Саадул Мусаев отождествляется с крымским татарином Сеит-Ибрагимом Мусаевым, родившимся 17 августа 1920 года в селе Арпат (Зеленогорье).

## Память
В селе Ругуджа именем героя названа улица и школа, в 1960 году установлен памятник. На могиле Саадулы Мусаева в Крыму односельчанами установлена мраморная плита.

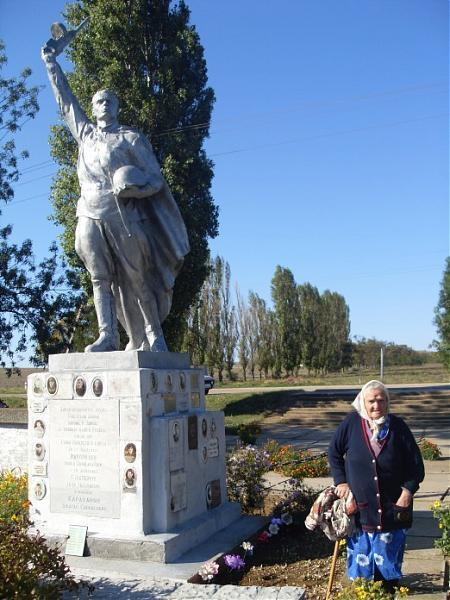
Фигура война-освободителя
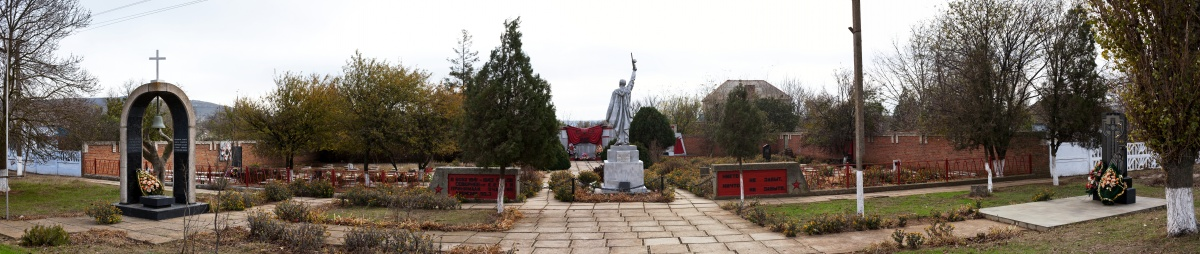
Общий вид мемориала в Глазовке
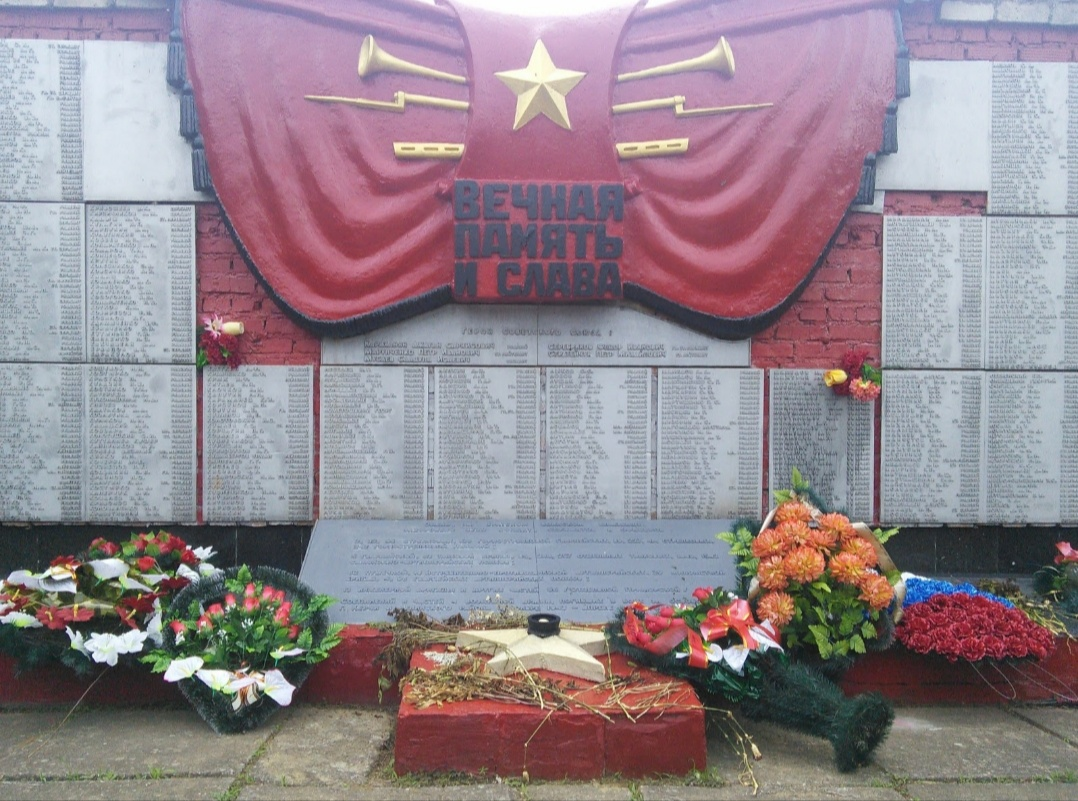
Списки захороненных

Воинское кладбище села Глазовка по улице Шоссейная, у дороги Керчь-Осовины (могилы советских воинов, в том числе Героев Советского Союза П. П. Марунченко, Д. С. Караханян, С. И. Мусаев, П. М. Стратейчук, Ф. И. Серебряков) ныне объект культурного наследия регионального значения.
Также именем Мусаева названа улица в селе Нечаевка Кизилюртовского района.